# قهوة ساخنة (ميني قيم)

اللاعب، كـ سي جي (على اليمين) ، يشارك في ميني قيم "قهوة ساخنة"

قهوة ساخنة هو اسم ميني قيم غير رسمي في لعبة فيديو المغامرات والحركة جراند ثفت أوتو: سان أندرياس من صنع روكستار جيمز عام 2004. على الرغم من أنه لم يكن قابلاً للعب في إصدار اللعبة الرسمي، اكتشف مجتمع المود كوداً مخفياً، عند تمكينه، يسمح للبطل كارل "سي جي"جونسوز بممارسة الجنس مع حبيبته داخل اللعبة.
أراد رئيس روكستار جيمز سام هاوسر تضمين المزيد من عناصر لعب الأدوار في سان أندرياس مع دفع السمعة المثيرة للجدل لسلسلة جراند ثفت أوتو . أُجبر فريق التطوير على تقليل محتوى العري والجنسي عن الرؤية الأصلية لـ هاوسر، في طبيعة الحال، من أجل الحصول على تصنيف "ناضج" من مجلس تصنيف البرامج الترفيهية (ESRB). بدلاً من إزالة المحتوى، قام المطورون بجعل الوصول إليه غير ممكن بالنسبة للاعبين. اكتشف المودرز الكود الموجود في إصدار بلاي ستيشن 2 الخاص باللعبة، وعندما تم إصدار سان أندرياس لنظام التشغيل ويندوز ، قام المودر باتريك والدنبورج بتعطيل عناصر التحكم في الكود. أطلق هذا الكود المُعدل على الإنترنت تحت اسم "قهوة ساخنة".
أدى اكتشاف الميني قيم "قهوة ساخنة" إلى رد فعل قانوني عنيف شديد لشركة روكستار جيمز وشركتها الأم، تيك-تو إنترأكتيف . بينما بقيت الشركتان صامتين في الغالب بشأن هذه المسألة، أصدرت روكستار جيمز بياناً يزعم أن المودرز كانوا مسؤولين عن الميني قيم. أعاد ESRB تصنيف اللعبة إلى "للبالغين فقط" بعد إجراء تحقيق، بينما تم حظر اللعبة بالكامل في أستراليا حتى تمت إزالة المحتوى الصريح. تلقت رومستار جبمز و تيك-تو تحذيراً من لجنة التجارة الفيدرالية (FTC) لفشلها في الكشف عن مدى المحتوى الرسومي الموجود في اللعبة، في حين زعمت دعوى قضائية جماعية أن الشركة قد ضللت العملاء الذين اعتقدوا أن محتوى اللعبة قد ضاع بين سطور تققيم "للناضجين"
كان لـ "قهوة ساخنة" تأثير كبير على صناعة ألعاب الفيديو. تم استقبال رفض روكستار جيمز للتعليق علنًا على الأمر بشكل سيئ من قبل الصناعة ومجتمع المود، في حين أعلن ESRB عن غرامات تصل إلى 1 مليون دولار أمريكي لمطوري الألعاب الذين فشلوا في الكشف عن مدى المحتوى الرسومي الخاص بهم. ظهرت "قهوة ساكنة" مرة أخرى في إصدارات المستقبلية: تم نشر مود مشابه لـ ريد ديد ريدمبشن 2 على نيكسوس مودز في عام 2020 وتم إزالته لاحقًا بواسطة روكستار قيمز، بينما نسخة 2021 جراند ثفت أوتو: ذا تريلوجي – ذا ديفنيتف إديشن ، والتي تتضمن ريماستر سان أندرياس، تمت إزالته لفترة وجيزة من البيع بعد أن اكتشف عمال للداتا ماينرز الكود المرتبط بـ "قهوة ساخنة"